# Ranking de contribuyentes de Paraguay
La clasificacion de los mayores contribuyentes al Estado paraguayo, es la lista de empresas paraguayas con mayores aportes al fisco paraguayo, proporcionados por la Dirección General de Grandes Contribuyentes, dependiente de la Subsecretaría de Estado de Tributación (SET), del  Ministerio de Hacienda de Paraguay.
El  Ministerio de Hacienda  revela anualmente la ordenación de los 500 mayores contribuyentes del Fisco. Uno de los listados abarca el orden de los 500 principales contribuyentes con mayores aportes al fisco del Impuesto a la Renta.
Según el clasificatorio del 2011, entre las primeras 10 empresas paraguayas que más tributan al Estado paraguayo figuran telefónicas, bebidas (cervecerías y refrescos), energía (electricidad), tabacalera y sector del agro.

## Listado
La clasificación de mayores contribuyentes es proporcionada por la Dirección General de Grandes Contribuyentes, dependiente de la Subsecretaría de Estado de Tributación (SET), del Ministerio de Hacienda de Paraguay.
La lista del 2011 contempla ingresos tributarios por la SET y la Dirección General de Aduanas (DNA). También se incluye todos los pagos efectivamente realizados por los contribuyentes, en concepto de "Impuesto a la Renta Actividades Comerciales, Industriales y de Servicios" (IRACIS), anticipo de IRACIS e "Impuesto a la Renta de Actividades Agropecuarias" (Imagro).
| Clasificación | Empresa                  | Importe total (en millones de Dólares) |
| ------------- | ------------------------ | -------------------------------------- |
| 1             | Tigo Paraguay            | 165.149                                |
| 2             | Cervecería Paraguaya     | 115.457                                |
| 3             | BBVA Paraguay            | 43.189                                 |
| 4             | Banco Itau               | 34.204                                 |
| 5             | Banco Continental        | 28.582                                 |
| 6             | Coca-Cola Paraguay       | 24.583                                 |
| 7             | ANDE                     | 24.143                                 |
| 8             | ADM Paraguay             | 21.091                                 |
| 9             | Agro Silo Santa Catalina | 18.195                                 |
| 10            | KIA PARAGUAY             | 14.451                                 |